# Mateja Koležnik
Mateja Koležnik (* 22. Juli 1962 in Metlika) ist eine slowenische Regisseurin.

## Leben und Werk
Koležnik studierte bis 1999 Theaterregie an der Akademie für Theater, Radio, Film und Fernsehen an der Universität Ljubljana. Sie schloss ihr Studium mit einer Inszenierung von Harold Pinters Geburtstagsfeier ab.
Seitdem inszeniert sie vor allem britische und amerikanische Autoren des 20. Jahrhunderts wie Arthur Miller und Edward Albee. Sie inszeniert an allen großen Theatern des ehemaligen Jugoslawiens, etwa am Nationaltheater Maribor, am Theater in Nova Gorica, beim Beogradski Internacionalni Teatarski Festival (BITEF) und am Staats- und Stadttheater Ljubljana. Seit der Arbeit Yvonne, Prinzessin von Burgund am Theater Chemnitz 2012 inszeniert sie auch im deutschsprachigen Raum. Mit dem Stück wurde Koležnik nach Maribor zum 47. Festival Borštnikovo Srečanje, dem slowenischen Theatertreffen, eingeladen. Seitdem werden ihre Arbeiten unter anderem in Wien, Leipzig und vor allem am Residenztheater München gezeigt.
Am Theater in der Josefstadt feierte Koležnik ihr Wien-Debüt mit der Regie zu Die Wildente. Für diese Inszenierung wurde sie 2017 für den Nestroy-Theaterpreis in der Kategorie Beste Regie nominiert. Des Weiteren gewann das Stück 2018 beim Theaterfestival von Rijeka Preise in den Kategorien Beste Vorstellung, Beste Regie, Bester Nachwuchs, Bestes Bühnenbild und Bestes Lichtdesign sowie den Publikumspreis.

## Theater (Auswahl)
- 2012: Yvonne, Prinzessin von Burgund, Witold Gombrowicz, Theater Chemnitz
- 2012: Ein Spiel um Illusion, Pierre Corneille, Theater Chemnitz[3]
- 2013: John Gabriel Borkman, Henrik Ibsen, Slowenisches Nationaltheater Maribor
- 2014: Des Meeres Und Der Liebe Wellen, Franz Grillparzer, Schauspielhaus Leipzig
- 2015: König Ödipus, Sophokles, Residenztheater München[4]
- 2017: Tartuffe, Molière, Residenztheater München
- 2017: Nichts von mir, Arne Lygre, Berliner Ensemble[5]
- 2017: Die Wildente, Henrik Ibsen, Theater in der Josefstadt[6]
- 2018: Ein Volksfeind, Henrik Ibsen, Residenztheater München[7]
- 2018: Der einsame Weg, Arthur Schnitzler, Theater in der Josefstadt
- 2018: Medea, Franz Grillparzer, Schauspiel Stuttgart
- 2019: Der Henker, Maria Lazar, Akademietheater
- 2020: Falstaff, Oper von Giuseppe Verdi, Bayerische Staatsoper München
- 2021: Fräulein Julie, August Strindberg, Akademietheater
- 2022: Kinder der Sonne, Maxim Gorki, Schauspielhaus Bochum
- 2023: Kasimir und Karoline, Ödön von Horváth, Burgtheater

## Preise (Auswahl)
- 2013: Beste Regie, SNG Drama Maribor Preis für John Gabriel Borkman
- 2017: Beste Regie, Nestroy-Theaterpreis für Die Wildente